# Diecéze Acarigua–Araure
Diecéze Acarigua–Araure je diecéze římskokatolické církve nacházející se ve Venezuele.

## Území
Diecéze zahrnuje část venezuelského státu Portuguesa.
Biskupským sídlem je město Acarigua, kde se nachází hlavní chrám katedrála Nuestra Señora de la Corteza.
Rozděluje se do 23 farností. K roku 2012 měla 573 000 věřících, 27 diecézních kněží, 1 řeholního kněze, 1 řeholníka a 28 řeholnic.

## Historie
Diecéze byla založena 27. prosince 2002 bulou Ad satius consulendum papeže Jana Pavla II. a to z části území diecéze Guanare.

## Seznam biskupů
- Joaquín José Morón Hidalgo (2002–2013)
  - Ramón Antonio Linares Sandoval (2013–2015) apoštolský administrátor
- Juan Carlos Bravo Salazar (2015–2021)
- Gerardo Ernesto Salas Arjona (od 2022)